# 298e régiment d'infanterie
Pour les articles homonymes, voir 298e régiment.
Le 298e régiment d'infanterie (298e RI) est un régiment d'infanterie de l'Armée de terre française constitué en 1914 avec les bataillons de réserve du 98e régiment d'infanterie. Dissous à la fin de la Première Guerre mondiale, il est recréé au 1939-1940 au début de la Seconde Guerre mondiale.

## Création et différentes dénominations
- 1914 : formation du 298e régiment d'infanterie
- 1919 : dissolution
- 1939 : nouvelle formation du 298e régiment d'infanterie
- 1940 : dissolution

## Chefs de corps
- 5 octobre 1914 au 22 février 1915 : lieutenant-Colonel Marie Joseph Henri Pinoteau (venant du 352e RI)
- du 22 février au 15 mars 1915 : colonel Marie Joseph Henri Pinoteau
- 1939-1940 : lieutenant-colonel Compère-Desfontaines puis lieutenant-colonel Desvismes[1]

## Historique des garnisons, combats et batailles du298eRI

### Première Guerre mondiale

#### Rattachement
- 63e division d'infanterie d'août 1914 à août 1918
- 132e division d'infanterie d'août 1918 à février 1919

#### 1914
Le régiment est mobilisé à Roanne. Il appartient à la 125e brigade d'infanterie de la 63e division de réserve, division rattachée en 1914 au 1er groupe de divisions de réserve.
Composition : un état major comprenant deux sections de mitrailleuses et deux bataillons (cinquième et sixième) à 4 compagnies chacun.
Le 7 septembre 1914, le régiment se distingue en capturant le drapeau du 36e régiment de fusiliers allemand.

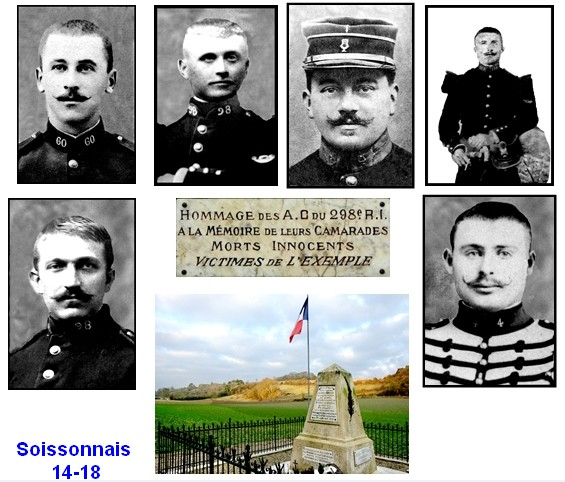
portrait des fusillés et photo du monument

Le 4 décembre 1914, à la suite d'un conseil de guerre spécial tenu la veille, furent fusillés pour l'exemple à Vingré dans l'Aisne un caporal et cinq soldats du 298e pour abandon de poste face à l'ennemi. Ceux qui furent ensuite appelés les « martyrs de Vingré » furent réhabilités par la Cour de cassation le 29 janvier 1921. Un monument sur le lieu de leur exécution et le nom de voies publiques dans différentes communes françaises rappellent leur mémoire.

#### 1915

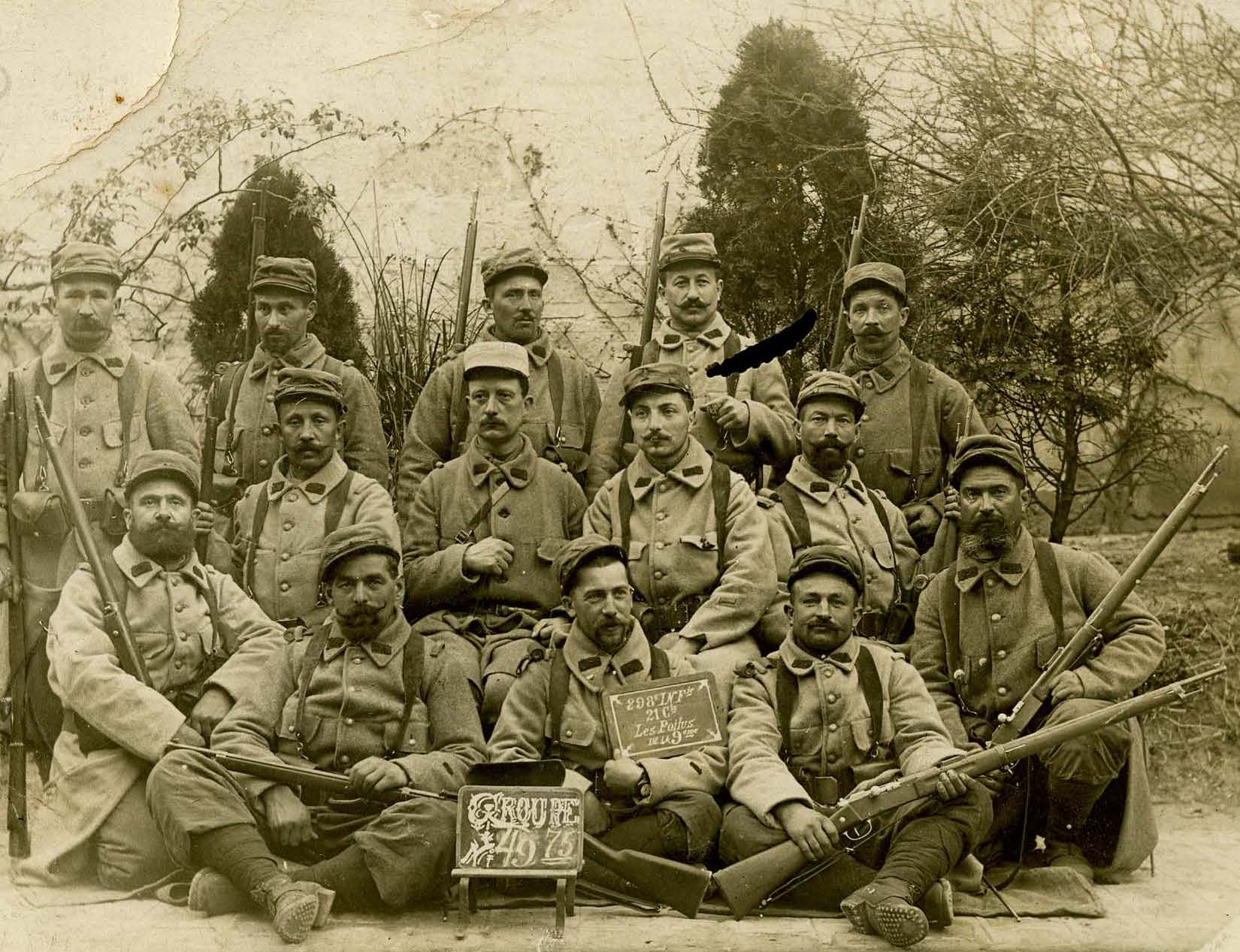
Escouade de la, mai 1915.

#### 1916
Le régiment est engagé dans la bataille de Verdun, et plus particulièrement dans le secteur du Fort de Vaux.
Du 3 au 6 juin 1916, il participe aux premières contre-attaques pour dégager le fort. Le 4 juillet, un bataillon du 292e RI dissous devient le quatrième bataillon du 298e RI (constitué de trois bataillons : 4e, 5e et 6e).
La 21e compagnie reprend le Fort de Vaux le 3 novembre 1916. La 21e compagnie, chargée du nettoyage du fort, s'est entraînée sur le fort de Dugny. Le Fort de Vaux a été incendié par les Allemands l'après midi du 2 novembre au moment de son évacuation. La 21e compagnie quitte en automobiles Haudainville à 19 h pour le tunnel de Tavannes, puis se porte vers le fort. Le 3 novembre à 1 h du matin, une patrouille rend compte que le fort a été abandonné par les Allemands. À 3 h du matin, la compagnie occupe le fort, qu'elle quittera le 10 novembre 1916.

#### 1917

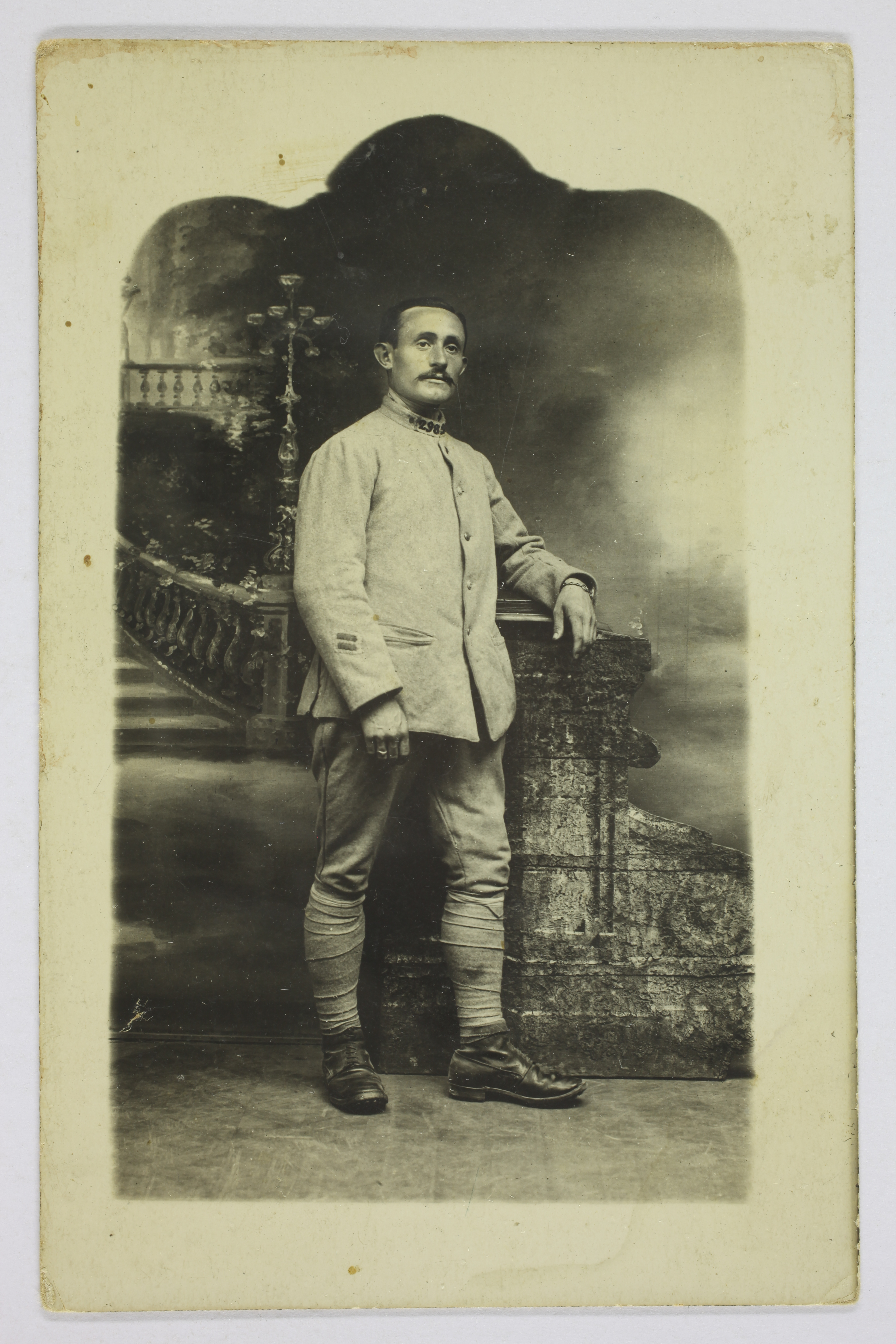
Photographie de studio d'un caporal du en novembre 1917.

#### 1918
Du 29 septembre au 31 octobre, le régiment est renforcé par le 75e bataillon de tirailleurs sénégalais,.

#### 1919
Le régiment est dissous le 25 février 1919.

### Seconde Guerre mondiale
Le régiment est recréé à la mobilisation française de 1939. Mis sur pied à Riom, il est rattaché à la 63e division d'infanterie.
Le fort de Chapoly accueille le régiment pendant la Drôle de guerre[réf. souhaitée].

## Drapeau

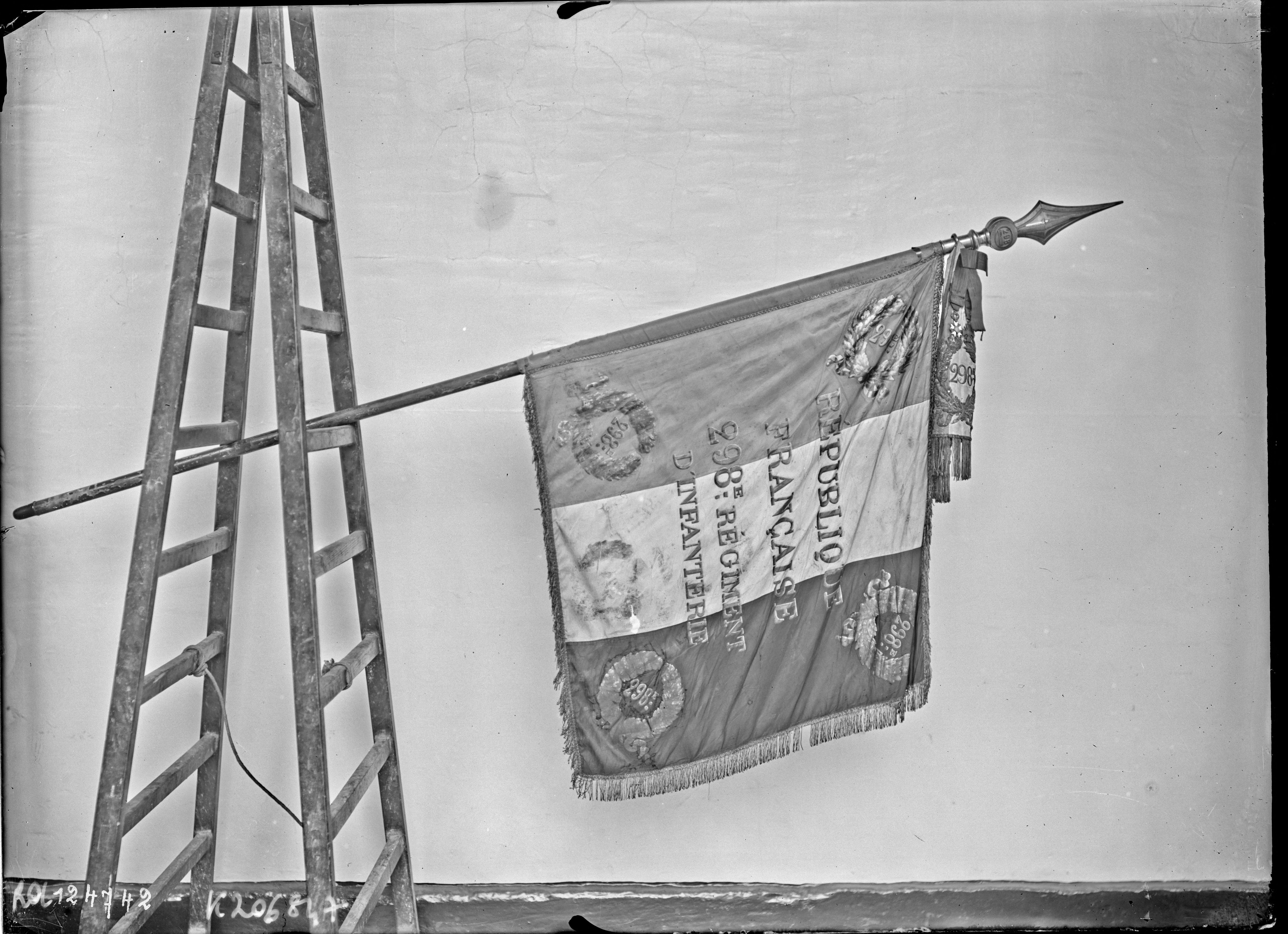
Le drapeau du régiment, photographié en 1927.

Il porte, cousues en lettres d'or dans ses plis, les inscriptions suivantes :
- l'Ourcq 1914
- Verdun 1916
- Tardenois 1918

## Décorations décernées au régiment

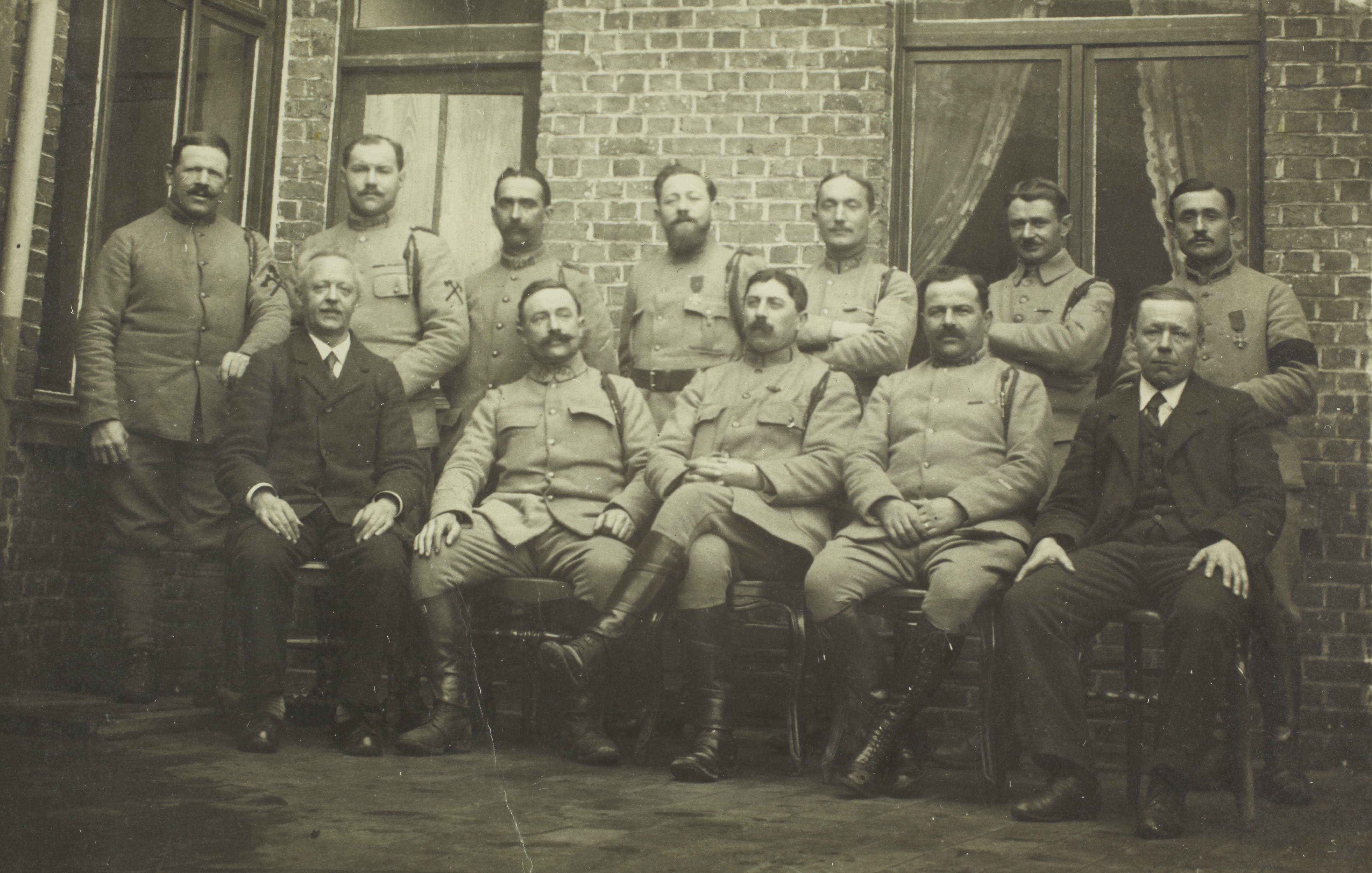
Groupe de sous-officiers et soldats du portant la fourragère du régiment, fin 1918 - début 1919.

Il reçoit la Légion d'honneur et la Croix de guerre 1914-1918 avec une palme et une étoile d'argent.
- Le port de la fourragère aux couleurs du ruban de Croix de Guerre 1914-1918

## Insigne
L'insigne du régiment reprend le casque de la tribu des Arvernes et la décoration de la Légion d'honneur reçue par le régiment en 1914. Il porte la devise Latsen pas, « je ne lâche pas » en auvergnat.
Il est fabriqué par la maison lyonnaise Augis en 1939-1940.

## Personnages célèbres ayant servi au298eRI

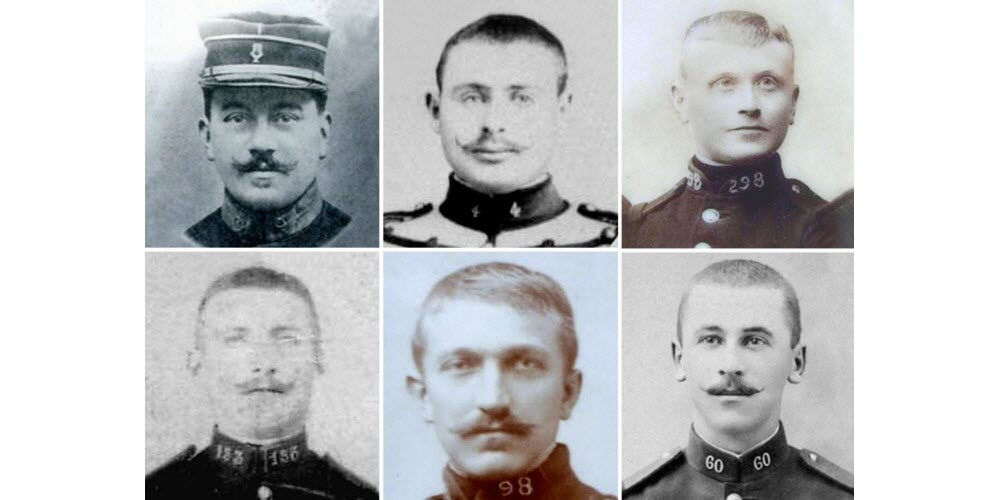
Les six fusillés de Vingré

- Les « martyrs de Vingré » — le caporal Paul Henry Floch, les soldats Jean Blanchard, Francisque Durantet, Pierre Gay, Claude Pettelet et Jean Quinault — connus pour avoir été fusillés pour l'exemple le 4 décembre 1914 à Vingré dans l'Aisne et réhabilités par la Cour de cassation le 29 janvier 1921[12].
- Jean Giraudoux, mobilisé comme sergent au 298e en 1914, il est nommé ensuite sous-lieutenant. Il est blessé le 16 septembre sur l'Aisne (au nord-est de Vingré), lors de la contre-offensive qui a suivi la victoire de la Marne.
- Léon Lenouvel, sous-lieutenant au 298e RI de 1914 à 1916

## Sources et bibliographie
- Historique du 298e régiment d'infanterie pendant la Grande Guerre 1914-1918, Roanne, Imprimerie Maurice Souchier, 1921, 56 p. (lire en ligne).